# Leroy (patronyme)
Pour les articles homonymes, voir Leroy.
Cette page présente le nom de famille Leroy ainsi que ses variantes.
Leroy est un patronyme français.

## Étymologie
Leroy signifie le roi.

## Variantes
Il existe plusieurs variantes, notamment :
- Leroi  ;
- Le Roy .

## Popularité
Leroy est le 14e nom de famille le plus porté en France.

## Personnalités portant ce patronyme
Leroy est un nom de famille notamment porté par :
- Adolphe Leroy  ;
- Albert Leroy (1820-1879), homme politique français ;
- Alfred Leroy (1837-1901), homme politique français ;
- Alphonse Leroy  ;
- André Leroy  ;
- Armand Jacques Leroy de Saint-Arnaud (1801-1854), maréchal de France ;
- Benjamin Leroy (1989-), footballeur français ;
- Bernard Leroy (1951-), homme politique français ;
- Catherine Leroy (1944-2006), photographe française ;
- Charles-François-Antoine Leroy (vers 1780 - 1854), mathématicien français ;
- Charles Georges Leroy (1723-1789), éthologue français ;
- Charles Leroy  ;
- Christophe Leroy (1964-), chef cuisinier français ;
- Claude Leroy  ;
- Denis-Sébastien Leroy (vers 1770-1832), peintre, dessinateur et illustrateur français ;
- Dominique Leroy  ;
- Edmond Leroy dit Leroy-Dionet (1860-1939), artiste peintre français ;
- Ernest Leroy, homme politique français ;
- Étienne Leroy  ;
- Eugène Leroy (1910-2000), peintre français ;
- Franck Leroy (1963-), homme politique français ;
- Frédérique Leroy (1964-), modèle française ;
- Gilles Leroy (1958-), écrivain français ;
- Guionne Leroy (1967-), réalisatrice et animatrice de films d'animation ;
- Gustave Leroy (1818-1860), poète, chansonnier, compositeur et goguettier français ;
- Henri Eloy Leroy (1787-1865), médecin, patriote, bourgmestre de Soignies de 1830 à 1836 ;
- Henri Leroy  ;
- Jacques Leroy (?-1572), archevêque de Bourges ;
- Jacques Leroy (1762-1842), colonel français de la Révolution et de l'Empire ;
- Jean Leroy  ;
- Jean-Claude Leroy  ;
- Jean-François Leroy  ;
- Jean-Jacques-Joseph Leroy d'Étiolles (1798-1860), médecin français ;
- Jérôme Leroy  ;
- Jules Leroy (1833-1865) peintre français ;
- Laurent Leroy (1976-), footballeur français ;
- Léo Leroy (2000-), footballeur français ;
- Léon Auguste Victor Leroy (1877-1937), général français ;
- Louis Leroy  ;
- Louis Hippolyte Leroy (1763-1829), marchand de mode français ;
- Louise Leroy (1879-1969), peintre française ;
- Louis-Isidore Leroy  ;
- Marcelle Leroy (1888-1979), enseignante belge ;
- Maurice Leroy (1959-), homme politique français ;
- Maurice Leroy (1885-1973) peintre et illustrateur
- Maxime Leroy (1873-1957), juriste et historien social français ;
- Medhi Leroy (1978-), footballeur français ;
- Mervyn LeRoy, (1900-1987), réalisateur américain ;
- Michel Leroy (1931-2003), réalisateur franco-belge ;
- Muriel Leroy (1968-), athlète française ;
- Myriam Leroy (1982-), journaliste belge ;
- Nathalie Leroy  ;
- Nicolas Leroy du Mé (?-1655), officier de marine français ;
- Nicolas-Marie Leroy (1760-1832), homme politique français ;
- Nolwenn Leroy (1982-), chanteuse française ;
- Patrick Leroy (1950-), homme politique français ;
- Paul Leroy  ;
- Paul-Marie Leroy (~1733-1795), ingénieur français ;
- Philippe Leroy  ;
- Pierre Leroy (1924-2013), homme politique et un militant wallon ;
- Pierre-Nicolas-Louis Leroy (1743-1795) révolutionnaire français ;
- Raoul Leroy (1908-2003), architecte français ;
- Raymond Leroy (1908-1943), résistant français, Compagnon de la Libération ;
- Roland Leroy (1926-2019), homme politique français ;
- Serge Leroy  ;
- Simon Leroy-Myon (1790-1839), homme politique français ;
- Sylvain Leroy, dit Régis (1632-1707), philosophe français ;
- Wandrille Leroy (19?-), auteur de bandes dessinées ;
- Xavier Leroy (1968-), informaticien français.
- Prudence Leroy (1990-), actrice et mannequin française.

## Pseudonyme
- Bernard Leroy, un des noms de plume utilisés par Jacques Garnier (1904-1975), écrivain français plus connu sous le nom de George Fronval.